# طارق وهيونة
طارق وهيونة، برنامج تلفزيوني مباشر تعرضه قناة إم بي سي 1 ويتوفر بنظامي تلفاز عالي الدقة ذو الدقة العالية ونظام التلفزيون العادي تلفاز قياسي الدقة, يبث في رمضان وهو برنامج كوميدي مسابقات يقدمه الفنان الكوميدي طارق العلي والفنانة الكوميدية هيا الشعيبي ويعتمد البرنامج على إيجاد المتصلين للأغراض المفقودة في بيت طارق وهيونة وتوجد الأغراض في أربع غرف مختلفة يختار المتصل الغرفة ويبحث على الغرض خلال عدة ثواني تقل مع التقدم في المراحل وتحت الأغراض هناك كروت تدل على الجائزة التي ربحها المتصل ويمكن للمتسابق تغيير الغرفة في حالة العثور على ثلاثة أغراض البرنامج حظي بمتابعة جماهيرية كبيرة يعرض الساعة الواحدة ليلاً في رمضان.

## الجوائز
البرنامج يقدم جوائز قيمة جداً للمتسابقين ومن أهمها :-
1- الكرت الأحمر: سيارة شيفروليه ترافرس.
2-الكرت الأصفر: طقم الماس مقدم من مجوهرات معوض.
3- الكرت الأزرق:يمكن ربح ضعف المبلغ المربوح في حالة العثور على الكرت الأزرق تحت الغرض المفقود.
4- كرت عليه شعار ام بي سي: شاشات شاشة العرض البلوري السائل بالإضافة إلى جهاز استقبال مزود بتقنية واجهة متعدد الوسائط عالي الوضوح.
5-كرت عليه شعار الفندق:رحلة لشخصين إلى فندق اتلانتس دبي.
6- الكرت الأخضر: جهاز آيفون وآيباد مقدم من مكتبة جرير.